# Rengo, Chile
Rengo är en ort i mellersta Chile, omkring 12 mil söder om huvudstaden Santiago. Orten ligger i 6:e regionen, Región de O'Higgins. Rengo ligger i ett av Chiles mer betydande vinodlingsdistrikt.
Rengos centrum utgörs av huvudtorget med kyrkan, det gamla klostret och palmkantade gator som strålar ut från torget.
Närmaste större stad är Rancagua.